# SUMO (белок)
SUMO (англ. Small Ubiquitin-like Modifier) это аббревиатура названия для семейства малых (10–15 кДа) убиквитин-подобных белков-модификаторов, которые ковалентно присоединяются к остатку лизина на белках-мишенях посредством серии ферментативных реакций, что ведет к изменению функции этих белков. Структурно белки  SUMO напоминают убиквитин и обладают консервативной структурой, состоящей из пятицепочечного β-листа, который обертывается вокруг центральной α-спирали
Регуляция посредством присоединения SUMO (сумоиляция, сумоилирование) выполняет множество функций, таких как изменение стабильности белка, модулирование переноса белка, управление белок-белковыми взаимодействиями, регуляция активности белка, которые влияют на многочисленные аспекты клеточного роста, дифференцировки и реакции на стресс. Так, например, сумоилирование гистонов наряду с другими их модификациями очевидно участвует в эпигенетических механизмах, регулирующих экспрессию генов, структуру хроматина и стабильность генома
В настоящее время известно, что в клетках млекопитающих присутствуют пять изоформ SUMO, названные SUMO1, 2, 3, 4 и 5 . 
Накопились данные указывающие на то, что сумоилирование имеет важное значение для клеточного старения. Так, например, сверхэкспрессия SUMO2/3 (но не SUMO1) приводит к повышению сумоилирования p53 и pRB, что приводит к преждевременной остановке роста фибробластов с признаками индуцированного онкогенами старения, тогда как подавление гена SUMO2 защищало от деградации и подавляло старение клеток.
Найдена малая молекула N106, которая, являясь активатором фермента участвующего в процессе сумоилирования, предотвращала сердечную недостаточность, поскольку в основе различных типов ССЗ, включая атеросклероз, ИБС, СН и кардиомиопатию нередко лежит дисбаланс сумоилирования белков. Длительное использование этого лекарственного препарата однако не рекомендуется, т.к. может увеличить риск развития рака или нейродегенеративных заболеваний. 
Разработаны также малые молекулы ML792 и TAK-981, которые ингибируя процесс сумоилирования могут быть полезными для лечения рака у людей. 